# Convergencia Social Democrática y Popular
La Convergencia Social Democrática y Popular (CSDP) es un partido político ecuatoguineano.

## Historia
El partido fue fundado en 1992 en el contexto de la instauración del multipartidismo en Guinea Ecuatorial, siendo liderado por Secundino Oyono Edú-Aguong Ada. En las elecciones legislativas de 1993 obtuvo un 10,3% de los votos y 6 escaños en la Cámara de los Representantes del Pueblo. Presentó la candidatura presidencial de su líder Secundino Oyono en las elecciones presidenciales de 1996 y 2002. La CSDP contó con una publicación denominada "La Luz".
Nacido como un partido opositor al régimen de Teodoro Obiang Nguema, la CSDP formó brevemente parte de la Plataforma de Oposición Conjunta (POC) y denunció fraude electoral en los comicios a los que concurrió, incluso retirándose de las elecciones presidenciales de 2002.   Sus líderes también sufrieron ataques y detenciones por parte de las fuerzas gubernamentales.
No obstante, a partir de los años 2000 la CSDP adquirió una postura favorable al régimen de Obiang, integrándose al gobierno y presentándose junto a otros partidos opositores en coalición al gobernante Partido Democrático de Guinea Ecuatorial (PDGE) en las elecciones legislativas celebradas hasta la actualidad. Su líder Secundino Oyono se desempeñó como Viceministro de Justicia y Culto en el gobierno.
Desde la muerte de Oyono en 2006, el partido fue liderado por Santiago Ondo Ntugu y posteriormente por el actual líder Deogracias Kung Nsue.